# Ernst Grote (Unternehmer)

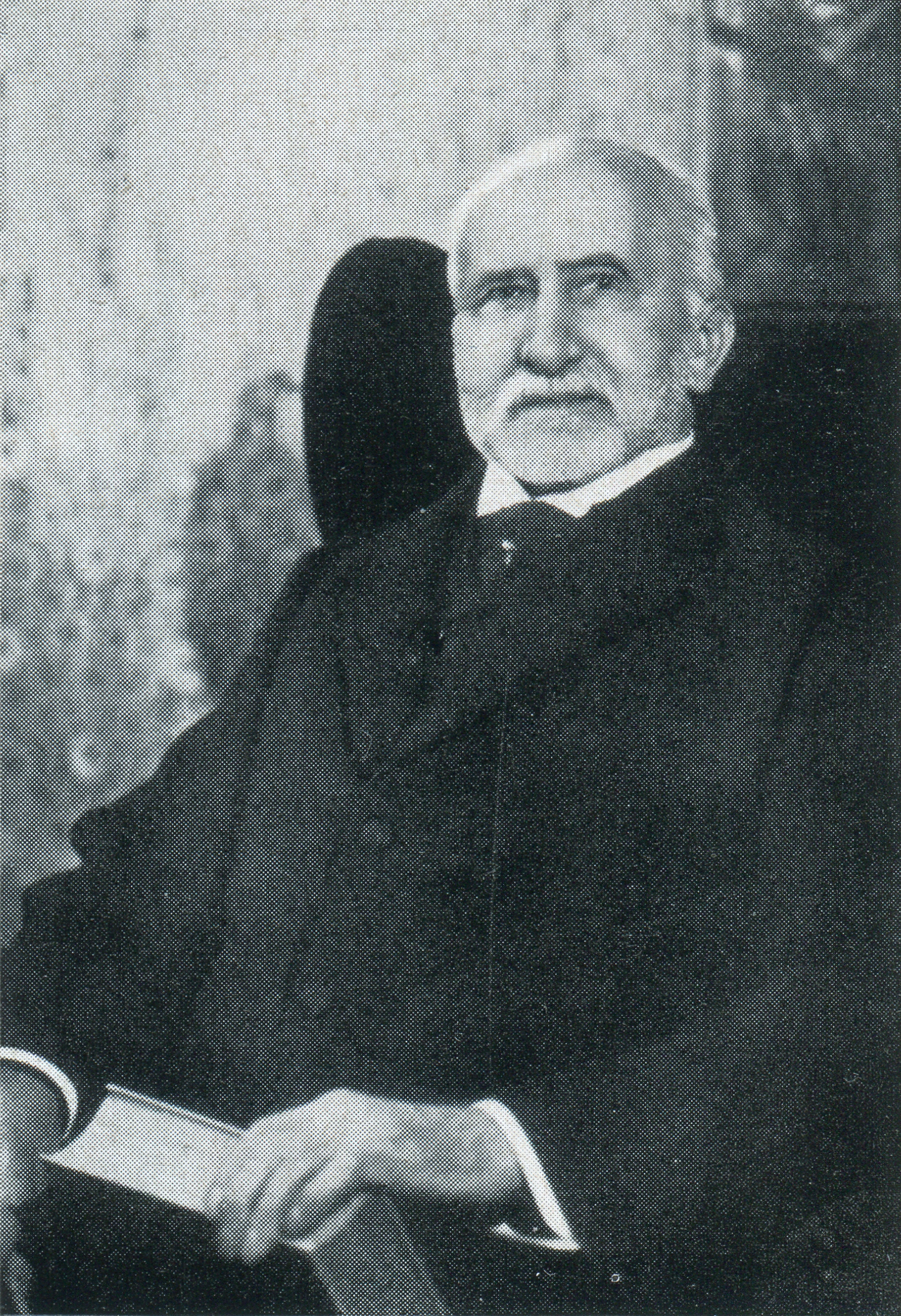
Der Kaufmann, Lebensmittel-Großhändler und Kaffeerösterei-Gründer Ernst Grote; um 1910

Ernst Grote (* 26. Oktober 1845 in Leese bei Nienburg an der Weser; † 25. Oktober 1927 in Hannover) war ein deutscher Kaufmann und Kaffeeröster.

## Leben

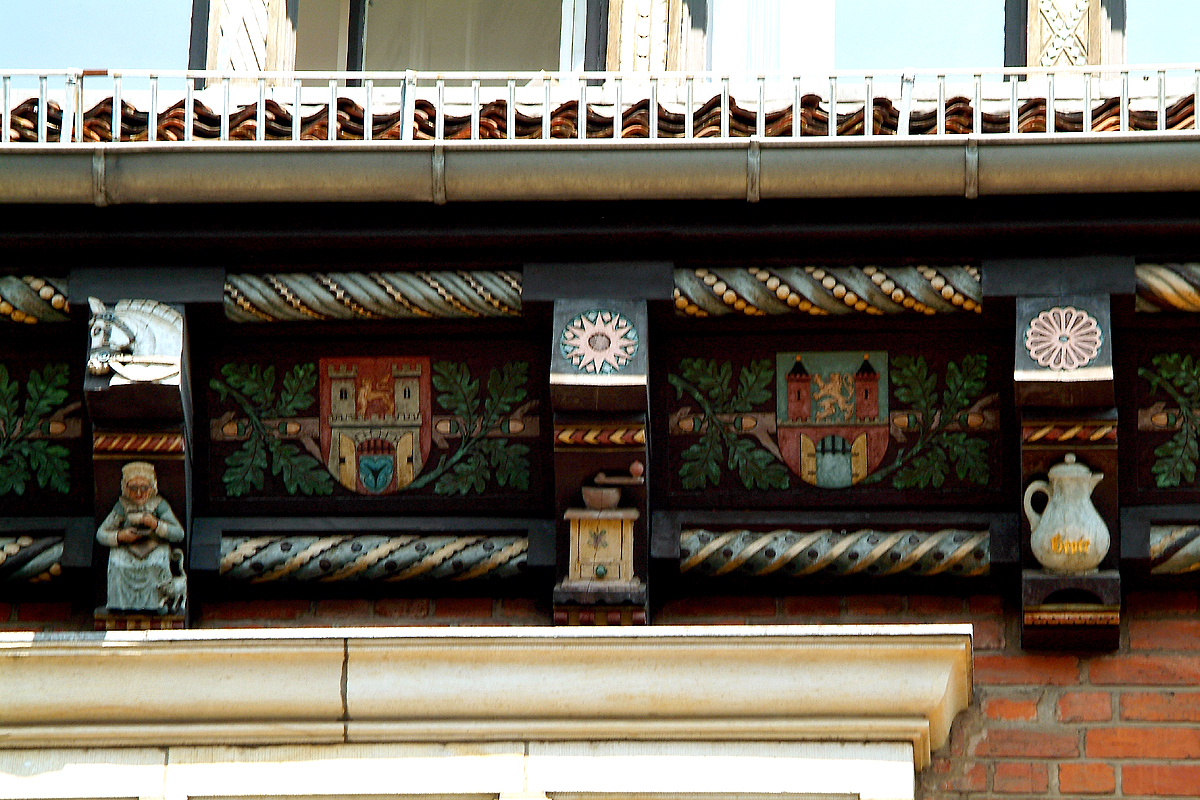
Knaggen- und Füllbrettschmuck am Grotehaus mit kaffeetrinkender Dame mit Kopfhaube, Kaffeemühle und dem Schriftzug „Grote“ auf einer Kaffeekanne

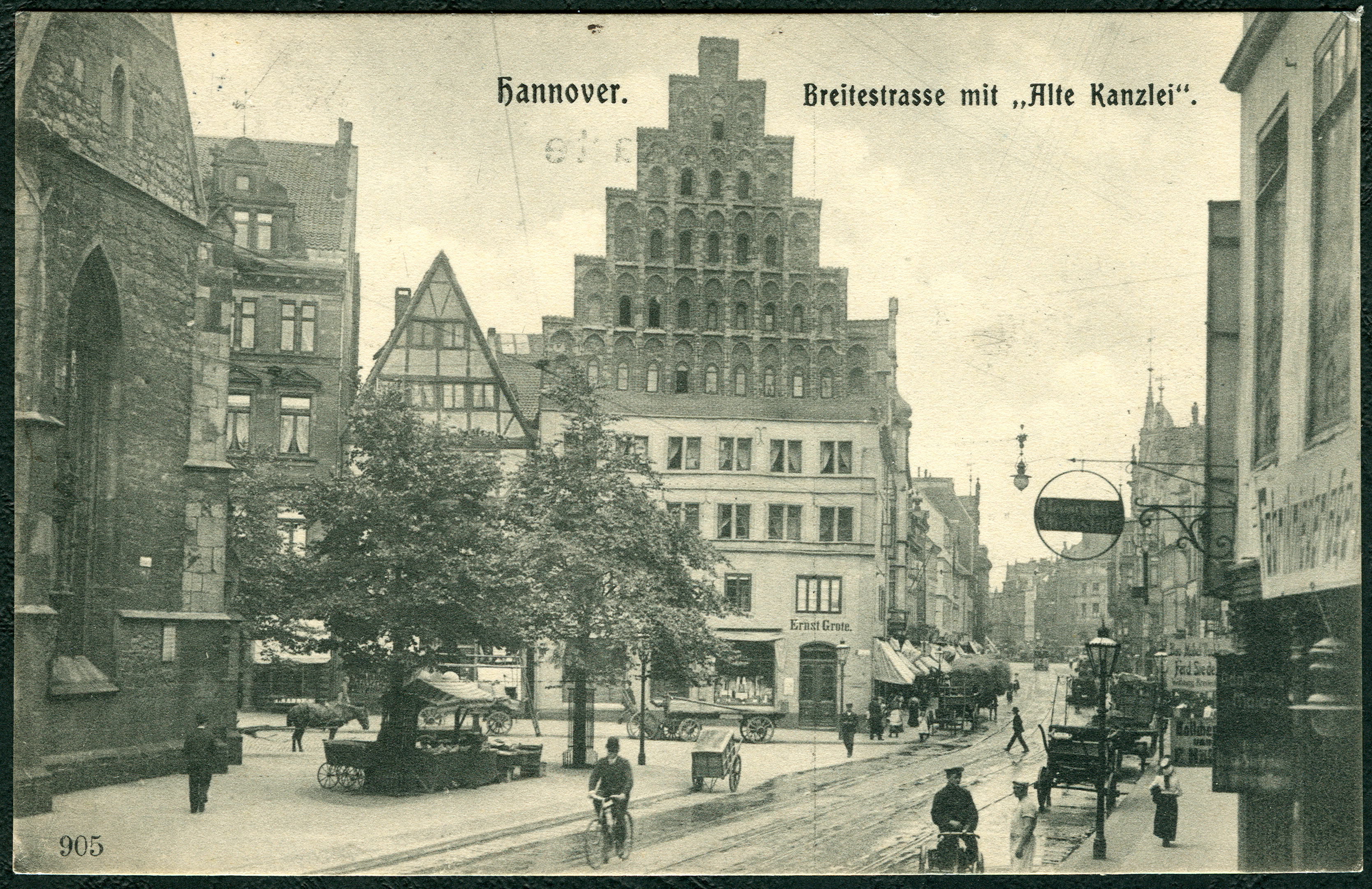
Um 1900: Blick durch die Breite Straße auf das Staffelgiebelhaus „Alte Kanzlei“ mit dem Schriftzug „Ernst Grote“;
Ansichtskarte 905, anonymer Fotograf, Lichtdruck

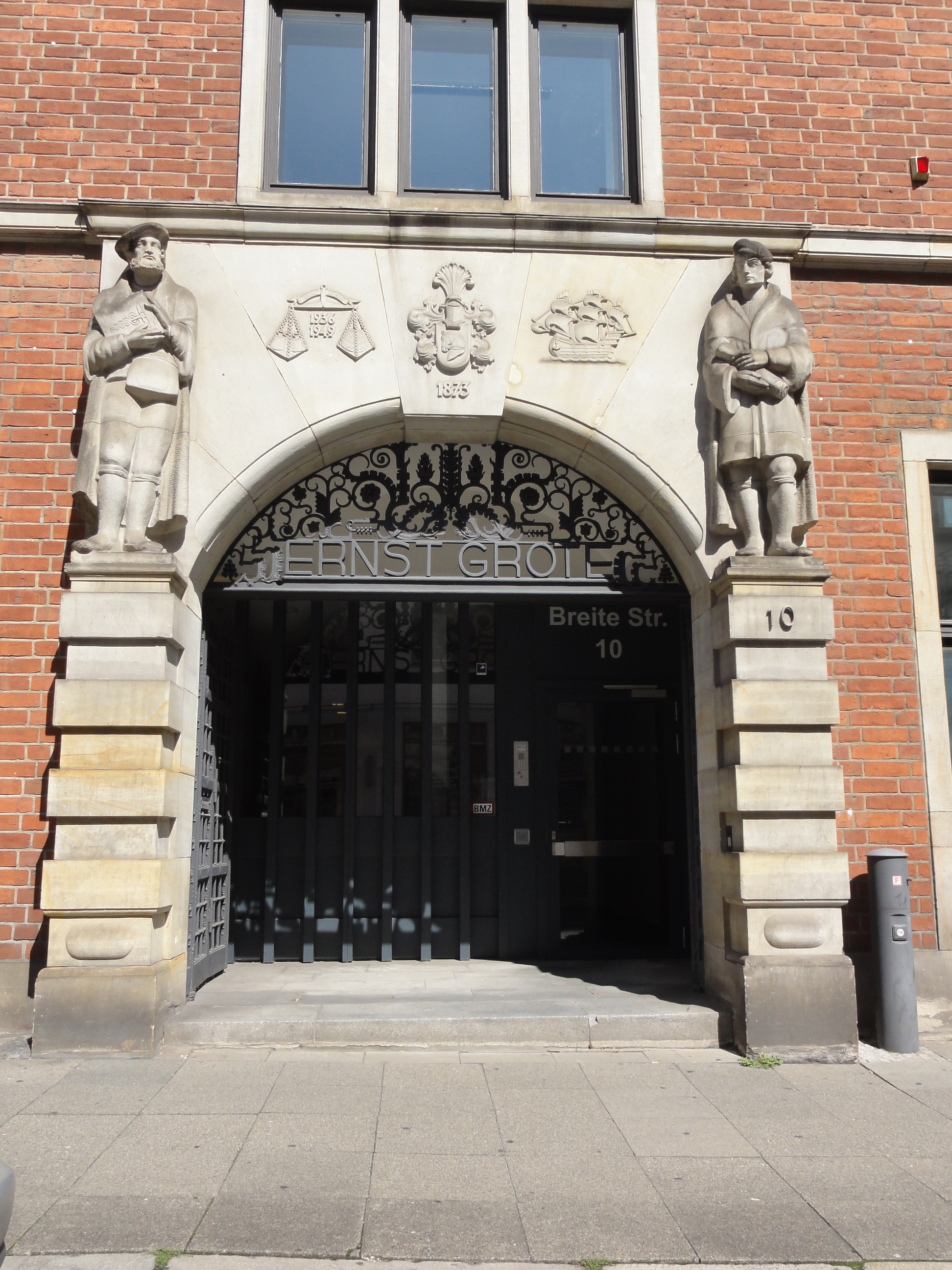
Schmiedeeiserner Schriftzug „Ernst Grote“ über dem – denkmalgeschützten – Eingang am Grotehaus mit den 1949 von Ludwig Vierthaler nach Berthold Stölzer geschaffenen Kaufmanns-Figuren

Der nahe der heutigen Stadt Stolzenau zu Beginn der Industrialisierung im Königreich Hannover geborene Ernst Grote war der Sohn eines in Leese tätigen Kolonialwarenhändlers. Nach seinem Schulbesuch durchlief er eine kaufmännische Lehre in Hannover, wo er auch die dortige Handelsschule absolvierte. In der Folge trat er in das von seinem Vater geführte Geschäft ein, das er im Jahr der Reichsgründung im Jahr 1871 übernahm.
1874 wurde Grotes Tochter Anna (1874–1926) geboren, die später (1899) den Kaffee-Kaufmann und Industriellen Ludwig Roselius heiratete.
Unterdessen hatte Grote bereits 1878 das Leeser Geschäft verkauft und stattdessen in Hannover ein an der Breite Straße Ecke Osterstraße gelegenes Kolonialwarengeschäft im Gebäude der ehemaligen Alten Kanzlei erworben. Dieses neue Unternehmen baute Grote rasch „zu einer bedeutenden Lebensmittelgroßhandlung in Norddeutschland“ aus. Im Vergleich der Adressbücher der Stadt Hannover lässt sich Grote 1889 als einer der ersten Kolonialwarenhändler nachweisen, die auch eine Kaffeerösterei betrieben. Bald machte Grote den Handel mit Kaffee zum Schwerpunkt seines Unternehmens. Der Firmensitz in der Alten Kanzlei wurde nun in Form eines gotischen Staffelgiebelhauses zum Markenzeichen von Ernst Grote Kaffee.
Nach dem Ersten Weltkrieg und im Jahr vor dem Höhepunkt der Deutschen Hyperinflation zu Beginn der Weimarer Republik wandelte Ernst Grote seine Kaffeefirma in eine Aktiengesellschaft um.

## Ernst-Grote-Straße
Im Gewerbepark von Altwarmbüchen wurde die Ernst-Grote-Straße nach dem Unternehmer benannt.